# فرودگاه محلی ویلیام اسپورت
فرودگاه محلی ویلیام اسپورت (به انگلیسی: Williamsport Regional Airport) یک فرودگاه است. این فرودگاه در کشور ایالات متحده آمریکا قرار دارد.